# Ikwuano
Ikwuano (en Yoruba Agbègbè Ìjọba Ìbílẹ̀ Ikwuano), est une zone de gouvernement local dans l'État d'Abia au Nigeria.

## Source
- (en) Cet article est partiellement ou en totalité issu de l’article de Wikipédia en anglais intitulé « Ikwuano » (voir la liste des auteurs).